# 퀘이커

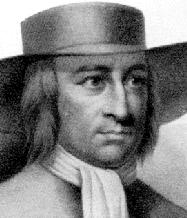
창설자 조지 폭스

종교친우회(宗敎親友會, 영어: Religious Society of Friends) 또는 퀘이커(영어: Quaker)는 17세기에 조지 폭스가 창시한 기독교 교파다. 퀘이커라는 이름은 하느님(하나님) 앞에서 떤다는 조지 폭스의 말에서 유래했다. 1650년대에 영국의 조지 폭스(George Fox)가 제창한 명상운동으로 시작하였다. 퀘이커는 올리버 크롬웰의 종교적 관용정책으로 크게 확산하였으나 이후 찰스 2세가 국가교회 정책을 펴면서 정부로부터 탄압받았다. 퀘이커 신앙은 윌리엄 펜이 불하받은 북아메리카 식민지 영토에 도시(현 미국 펜실베이니아)를 세움으로써 종교의 자유를 허용받았다.

## 명칭
퀘이커란 하느님 앞에 모두가 평등하다는 의미에서 스스로 '친우회'라고 칭했다. 창시자 조지 폭스의 "하나님 앞에서 벌벌 떤다"라는 말에 따라 퀘이커라고 불리게 되었다. 한국에서는 '종교친우회'라고 명명하고 있다.

## 신앙
퀘이커 교도들은 개신교 교파에서 급진적 재건주의로 서방교회의 예식을 거부하며, 순수한 신앙을 강조한다. 청교도와 다르게 칼빈주의의 예정설과 원죄 개념을 부인했다. 모든 사람은 자기 안에 신성(神性)곧 하느님의 성품이 있으므로 이를 기르는 법을 배우면 되고, 그렇게 신성만 기른다면 모두가 구원받을 수 있다고 믿었다.

## 예배
퀘이커의 예배특징은 침묵의 예배로써, 퀘이커 각자는 침묵을 통해 내면의 빛을 볼 수 있도록 한다. 장소는 특정한 공간적 제약을 받지 않으며, 예배를 이끌어가는 별도의 성직자나 목사를 두지 않는다.

## 미국의 퀘이커
영국에서 많은 지지를 받지 못했던 퀘이커 교도들은 아메리카 대륙을 그들의 피난처로 바라보기 시작했다. 극히 일부는 뉴잉글랜드나 캐롤라이나로 이주했으나 대부분의 퀘이커 교도들은 자기들만의 식민지를 원했다. 그러나 사람들의 경멸섞인 눈초리를 받아온 종파였기 때문에, 궁정에서 영향력 있는 누군가의 도움 없이 왕으로부터 식민지 건설에 필요한 특허장을 얻어내기란 불가능한 일이었다.
미국의 제 37대 대통령 리처드 닉슨은 퀘이커 교도이다.

## 대한민국의 퀘이커
대한민국의 유명한 퀘이커 교도로는 함석헌 선생, 성공회대학교 사회과학부 박성준 교수(한명숙 전 국무총리의 남편) 등이 있다.

## 같이 보기
- 퀘이커 오츠